# Strážná (miejscowość)
Strážná – miejscowość i gmina (obec) w Czechach, w kraju pardubickim, w powiecie Uście nad Orlicą. W 2022 roku liczyła 103 mieszkańców.